# Juin 1875

## Événements
- France : des crues catastrophiques dans le bassin de la Garonne font près de 300 victimes. En visite dans la région, le président Mac Mahon ne trouve rien d'autre à dire que « Que d'eau ! Que d'eau ! ».

Léon de Kérany
- 1er juin : début de la construction du chemin de fer Canadien Pacifique.

- 11 juin : les conservateurs prennent le pouvoir au Danemark. La droite conservatrice, majoritaire dans les deux Chambres, est dominée par la personnalité du riche propriétaire Estrup qui devient Premier ministre (fin en 1894).

## Naissances
- 4 juin : Paul Landowski, sculpteur français d'origine polonaise († 27 mars 1961).
- 6 juin : Thomas Mann, écrivain allemand († 12 août 1955) .
- 12 juin, Sam De Grasse, acteur.
- 13 juin, Léon de Kérany, écrivaine française.
- 16 juin, Herman Johannsen, skieur de fond surnommé Jack Rabbit.

## Décès
- 3 juin : Georges Bizet, compositeur français (° 1838).
- 9 juin : Gérard Paul Deshayes, géologue et conchyliologiste français (° 1795).
- 16 juin : Amanda Fougère, peintre française (° 1820).
- 22 juin : William Edmond Logan, géologue canadien (° 1798).
- 25 juin : Antoine-Louis Barye, sculpteur et peintre français (° 24 septembre 1795).
- 29 juin : Ferdinand Ier d'Autriche, empereur (° 1793).